# 奧爾薩利亞峰
46°20′21″N 8°30′24.2″E / 46.33917°N 8.506722°E
奧爾薩利亞峰（Pizzo d'Orsalia）是瑞士的山峰，位於該國南部，由提契諾州負責管轄，屬於勒蓬廷阿爾卑斯山脈的一部分，海拔高度2,664米，每年平均降雨量2,204毫米。

## 外部連結
- Pizzo d'Orsalia on Hikr （页面存档备份，存于）